# Gunn (Familienname)
Gunn ist ein englischer Familienname.

## Namensträger

### Familienname
- Adam Gunn (1872–1934), US-amerikanischer Leichtathlet
- Angus Gunn (* 1996), englischer Fußballspieler
- Anna Gunn (* 1968), US-amerikanische Schauspielerin
- Battiscombe Gunn (Battiscombe „Jack“ George Gunn; 1883–1950), englischer Ägyptologe und Philologe
- Bill Gunn (1934–1989), US-amerikanischer Schauspieler, Regisseur und Schriftsteller
- Billy Gunn (Cricketspieler) (1858–1921), englischer Cricket- und Fußballspieler
- Billy Gunn (* 1963), US-amerikanischer Wrestler, Ringname von Monty Sopp
- Bryan Gunn (* 1963), schottischer Fußballspieler und -trainer
- Bryn Gunn (* 1958), englischer Fußballspieler
- Chanda Gunn (* 1980), US-amerikanische Eishockeytorhüterin
- Charles Gunn (1885–1983), britischer Geher
- Charles Robert Gunn (1927–2015), amerikanischer Botaniker
- David Gunn (Komponist), US-amerikanischer Komponist
- David Gunn (Schauspieler) (* 1972), US-amerikanischer Schauspieler
- David Gunn (Schriftsteller), US-amerikanischer Schriftsteller
- David L. Gunn (* 1937), US-amerikanischer Eisenbahnmanager
- Elizabeth Gunn (1879–1963), neuseeländische Schul- und Militärärztin, Gründerin eines Gesundheitslagers und Verwalterin des öffentlichen Gesundheitswesens
- Graham Gunn (* 1942), australischer Politiker
- Herbert James Gunn (1893–1964), schottischer Porträt- und Landschaftsmaler
- James Gunn (Politiker, 1753) (1753–1801), US-amerikanischer Politiker, Senator (Georgia)
- James Gunn (Politiker, 1843) (1843–1911), US-amerikanischer Politiker, Kongressabgeordneter (Idaho)
- James Gunn (Drehbuchautor) (1920–1966), US-amerikanischer Drehbuchautor
- James Gunn (Schriftsteller) (1923–2020), US-amerikanischer Science-Fiction-Autor
- James Gunn (* 1966), US-amerikanischer Filmschaffender
- James E. Gunn (* 1938), US-amerikanischer Astronom
- Janet Gunn (* 1961), US-amerikanische Schauspielerin
- Jeannie Gunn (1870–1961), australische Schriftstellerin
- Jimmy Gunn (Jazzmusiker) (um 1900–nach 1936), US-amerikanischer Jazzpianist
- Jimmy Gunn (Footballspieler) (1948–2015), US-amerikanischer American-Football-Spieler
- John Gunn (Cricketspieler) (1876–1963), englischer Cricketspieler
- John Gunn (Politiker) (1884/85–1959), australischer Politiker (Labor Party), Premierminister von South Australia
- John Gunn (Rennfahrer) (1939–2010), US-amerikanischer Autorennfahrer
- John Battiscombe Gunn (1928–2008), britischer Physiker
- John David Gunn (John David Gunn Curlin, * 2000), panamaischer Fußballspieler
- Kirsty Gunn (* 1960), neuseeländisch-britische Schriftstellerin
- Moses Gunn (1929–1993), US-amerikanischer Schauspieler
- Neil M. Gunn (1891–1973), schottischer Schriftsteller
- Peter Gunn (Politiker) (1864–1927), kanadischer Politiker
- Peter Gunn (Schauspieler) (* 1963), britischer Schauspieler
- Rachael Gunn (* 1987), australische Breakdancerin und Kulturwissenschaftlerin
- Rhiana Gunn-Wright (* 1988), US-amerikanische Politikberaterin
- Richard Gunn (Boxer) (1871–1961), britischer Boxer
- Richard Gunn (Autor) (* 1971), britischer Autor
- Richard Gunn (Schauspieler) (* 1975), amerikanischer Schauspieler
- Robert Marcus Gunn (1850–1909), schottischer Ophthalmologe
- Ross Gunn (Physiker) (1897–1966), US-amerikanischer Physiker
- Ross Gunn (Rennfahrer) (* 1997), britischer Autorennfahrer
- Russell Gunn (* 1971), US-amerikanischer Musiker
- Sean Gunn (* 1974), US-amerikanischer Schauspieler
- Thom Gunn (1929–2004), britischer Dichter
- Tim Gunn (* 1953), US-amerikanischer Modedesigner
- Tommy Gunn (* 1967), US-amerikanischer Pornodarsteller
- Trey Gunn (* 1960), britischer Rock-Bassist
- Val Gunn, US-amerikanischer American-Football-Trainer
- Victor Gunn, siehe Edwy Searles Brooks (1889–1965), britischer Schriftsteller
- Wilbur Gunn (1860–1920), siehe Lagonda#Wilbur Gunn, US-amerikanischer Automobilunternehmer
- William Gunn (1603–1660), kaiserlicher Generalfeldwachtmeister

### Fiktive Personen
- Ben Gunn, Romanfigur in Die Schatzinsel von Robert Louis Stevenson